# جنجال وامهای پرداختی به کارکنان بانکها
در ۹ شهریور ۱۴۰۳ بانک مرکزی ایران میزان وامها و تسهیلات پرداختی به کارکنان شبکه بانکی ایران را انتشار داد که با توجه به تورم بالا، مشکلات معیشتی و کارشکنی بانکها در پرداخت وام ازدواج و مسکن ملی منجر به انتقادات وسیع و نارضایتی در جامعه شد اما کارکنان شبکه بانکی و مدیران بانک هااز آن دفاع می‌کردند. وام کارمندان بانک می‌تواند از نظر نرخ بهره، میزان و شرایط بازپرداخت نسبت به سایر وام‌ها مزایای بهتری داشته باشند. اما مردم عادی از دستیابی به آن محرومند.
بانک‌ها همچنین مبالغ هنگفتی به شرکت‌های زیر مجموعه خود (شرکت‌هایی که بانک‌ها به هر میزان سهام آنها را دارا می‌باشند) وام می‌دهند. در سال ۱۴۰۲ بنا به آمار بانک مرکزی از تسهیلات پرداختی بانک‌ها به شرکت‌های زیرمجموعه‌شان نشان می‌دهد که بانک‌ها ۲۱۵هزار و ۳۰۰ میلیارد تومان به خودشان وام داده‌اند که نیمی از آن متعلق به بانک آینده بوده است. بانک آینده در این زمینه اغلب رکورد دار است.

## پیش زمینه
بالاترین میزان پرداختی‌ها در بانک‌هایی است که با عنوان قرض الحسنه فعالیت می‌کنند (رسالت و مهر ایران). کارکنان بانک‌ها بجز وام، بعضاً از سود مجمع عمومی بانک‌ها نیز بهره می‌برند.
مجموع تسهیلات پرداخت شده در سال ۱۴۰۳ در حدود ۹۱ هزار میلیارد تومان بوده است. این میزان تقریباً برابر با نیاز ۳۰۰ هزار زوجی است که در صف دریافت وام ازدواج قرار دارند. از بین ۲۶ بانک عامل، عملکرد ۱۸ بانک (اقتصاد نوین، ایران‌زمین، گردشگری، مؤسسه ملل، کارآفرین، شهر، سینا، سامان، پست‌بانک، پاسارگاد، پارسیان، آینده، رفاه کارگران، توسعه تعاون، دی، کشاورزی، خاورمیانه و سرمایه) در ارائه تسهیلات به نهضت ملی مسکن صفر بوده است.
بانکها همچنین مبالغ هنگفتی به شرکت‌های زیر مجموعه خود وام می‌دهند. در سال ۱۴۰۳ بانک مرکزی اصل تسهیلات پرداختی بانک‌ها به شرکت‌های زیرمجموعه خودشان را تا پایان خرداد ماه سال جاری منتشر کرد. براساس این داده‌ها، از ۳۰ بانک و مؤسسه اعتباری، لیست تسهیلات اعطایی ۲۲ بانک و مؤسسه اعتباری منتشر شده است. داده‌های بانک مرکزی نشان می‌دهد مجموع اصل تسهیلات اعطایی ۲۲ بانک و مؤسسه اعتباری به شرکت‌های خود تا پایان خردادماه امسال به ۲۱۵ هزار و ۳۰۰ میلیارد تومان می‌رسد. براساس داده‌های بانک مرکزی، در بین ۲۲ بانک و مؤسسه اعتباری که اطلاعات خود را منتشر کرده‌اند، بانک آینده با پرداخت ۱۲۳ هزار میلیارد تومان تسهیلات به شرکت‌های خودش، با فاصله عجیبی در رتبه نخست قرار گرفته است. بعد از آن، بانک پاسارگاد با ۲۴ هزار میلیارد تومان در رتبه دوم قرار دارد. مؤسسه مالی و اعتباری ملل و بانک پارسیان نیز به ترتیب با ۱۸ و ۱۷ هزار میلیارد تومان در رتبه‌های سوم و چهارم قرار دارند. برای فهم بهتر نقش بانک آینده در نظام بانکی می‌توان یک مقایسه دیگری نیز داشت و آن بررسی حجم تسهیلات بانک آینده به خودش نسبت به کل تسهیلات بانک‌ها است. با توجه به اطلاعات منتشر شده از سوی بانک مرکزی جمع کل تسهیلات بانک‌ها به خودشان عددی در حدود ۲۱۵ هزار میلیارد تومان است که ۱۲۳ هزار میلیارد تومان آن سهم بانک آینده است. در واقع ۵۷ درصد از کل تسهیلاتی که همه بانک‌های کشور به شرکت‌هایشان داده‌اند را بانک آینده به خودش داده است که بیانگر نقش عجیب این بانک در نظام بانکی است. همچنین وزیر جدید اقتصاد در شهریور ۱۴۰۳ پیشنهاد داده بود تا بخشی ازوام ازدواج جوانان را غیر نقدی پرداخت کنند که اعتراضاتی را برانگیخت. بانک مرکزی اطلاعات مربوط به وام کارکنان خودش را منتشر نکرد و از این جهت مورد انتقاد قرار گرفت. غلامرضا مصباحی مقدم عضو مجمع تشخیص مصلحت نظام ۲ سال قبل تر درباره وام کارمندان بانکها گفته بود: «متأسفانه بانک‌ها در سال‌های گذشته تمام منابع قرض‌الحسنه‌شان را با ارقام درشت به مدیران و کارمندانشان تخصیص دادند! این وجوه باید به مردم محروم و نیازمندان تخصیص داده می‌شد که نشد!»
بخش قابل توجه ای از مردم ایران اساساً در زندگی خود وامی نگرفته‌اند. بانک مرکزی ریسک بانکها را خریده و این مسئله موجب شده است بسیاری از بدهی‌ها بانکها وصول نمی‌شود.
حسین‌زاده مدیر عامل سابق بانک ملی ایران در توجیه پرداخت این وام ها ادعا کرد: «سقف مانده وام هرکارمند بانک در مدت ۳۰ سال خدمت، در حدود یک میلیارد و دویست میلیون تومان است (وام مسکن، خودرو، ضروری) که از این عدد، مبلغ قریب به ششصد میلیون تومان مخصوص وام مسکن شان است. حتماً توجه دارید که با این مبلغ وام مسکن، در تهران و شهرهای بزرگ، کمتر از ده متر به سختی می‌توان آپارتمان خرید !» در پاسخ به وی وبگاه «صنعت مالی» نوشت: «سؤالی که باید از حسین‌زاده و سایر تصمیم گیرندگان شبکه بانکی پرسید این است که به نظر شما کدام کارمند بانکی در طول ۳۰ سال خدمت فقط یک میلیارد و دویست میلیون تومان وام دریافت می‌کند و وام دیگری دریافت نمی‌کند. اگرچه که مردم و مشتریان بانکها از جزئیات وام‌های بانک‌ها به کارکنان و دستورالعمل‌های ابلاغی بانک‌ها و راه‌هایی که می‌توان این آئین‌نامه‌ها را دور زد بی اطلاع و کم اطلاع هستند اما کاملاً مشخص است که کارمندان بانک‌ها در طول خدمت خود خیلی بیش از رقم اعلام شده حسین‌زاده وام بانکی دریافت می‌کنند. نمونه آشکار این ادعا که بانک‌ها با استناد به همین آئین‌نامه‌ها در حال دور زدن قانون و سوء استفاده و سوء برداشت از شبکه بانکی هستند مربوط به موضوع تخصیص وام‌های میلیاردی اخیر بانکها برای ثبت نام خودرو است که حتی کار به جایی رسید که صدای سازمان بازرسی کل کشور را هم درآورد»

## تاریخچه وام کارمندان بانک
در سالهای قبل بانک مرکزی ملزم به ارائه آمار وامهای کارمندان بانکم نبود و به همین دلیل نیز اطلاعات گسترده‌ای در این باره منتشر نمی‌شد اما این پرداخت‌ها در سالهای قبل نیز وجود داشته است و بعضاً نمایندگان یا رسانه‌ها بدان اشاره می‌کردند.

### سال ۱۳۸۷؛ شروع انحصار دریافت وام مسکن برای کارکنان بانکها
در سال ۱۳۸۷ بجز بانک مسکن سایر بانک‌ها از ارائه وام مسکن به مردم منع شدند ولی می‌توانستند فقط به کارکنان خود وام مسکن ارائه کنند. این انحصار در سال ۱۳۸۸ برداشته شد اما یکسال بعد دوباره بر قرار شد و همچنین بهمنی رئیس کل وقت بانک مرکزی گفت: «بانک مرکزی به تمام بانکهای کشور اعلام کرد که به کارکنانی که در گذشته برای اخذ تسهیلات مسکن قراردادی را منعقد یا واحدی را خریداری کرده‌اند و هم‌اکنون با مشکلاتی مواجه شده‌اند یا برای آنها ایجاد تعهد شده است، تسهیلات مسکن آنها به روال گذشته و به هر طریقی پرداخت شود تا کارکنان سیستم بانکی با مشکلی مواجه نشوند. در سایر موارد نیز شورای عالی مسکن در جلسه بعد از ظهر شنبه خود مصوب کرد که بانک مرکزی، وزارت امور اقتصادی و دارایی و وزارت مسکن و شهرسازی دستور العمل جدیدی تهیه کنند تا بر اساس آن کارکنان نظام بانکی از تسهیلات مسکن به نحو بهتر و با سقف بیشتری استفاده کنند. از سوی دیگر وزارت مسکن و شهرسازی نیز قول داد که در مواردی که همکاران بخواهند از تعاونی‌ها یا زمینهای وزارت مسکن استفاده کنند، این زمینها در اختیار آنها قرار گیرد، بنابراین مشکلات مربوطه در این خصوص حل شد. بر اساس این دستورالعمل سقف وام مسکن برای کارکنان نظام بانکی نسبت به گذشته افزایش یافته است.»
اندکی پس از این انحصار خبر اختلاس ۳ هزار میلیارد تومانی در بانک‌های ایران منتشر شد.

### سال ۱۳۹۳
وبگاه «اخبار بانک» در گزارشی به انواع وام‌هایی که در آن سال به کارکنان پرداخت می‌شده است پرداخته است: «بهترین و بیشترین مبلغ وامی که کارمندان بانک دریافت می‌کنند وام مسکن است که مبلغ آن در بانک‌ها متفاوت و نرخ آن نیز کمتر از ده درصد است. مبلغ این وام در بسیاری از بانک‌ها از ۵۰ میلیون تومان آغاز و در برخی از بانک‌های بزرگ خصوصی به بیش از ۱۳۰ میلون تومان نیز می‌رسد. البته برخی از موسسات مالی و اعتباری نیز به تازگی پرداخت وام مسکن را در سرلوحه کار خود قرار داده‌اند که بیشتر موسسات مبالغی کمتر از ۶۰ میلیون تومان را برای پرسنل در نظر می‌گیرند. نرخ این تسهیلات در اکثر بانک‌ها ۷ درصد می‌باشد. وام ضروری از دیگر وام‌هایی است که معمولاً پس از دو سال که از استخدام می‌گذرد به کارمند بانک پرداخت می‌کنند که نرخ آن ۴ درصد قرض الحسنه می‌باشد. مبلغ این وام نیز معمولاً ۱۵ برابر پایه حقوق می‌باشد که در سال ۹۳ بین ۱۳ تا ۲۰ میلیون تومان در بانک‌ها مختلف در نوسان است. وام ودیعه مسکن نیز از دیگر وام‌هایی است که نرخ آن ۷ درصد بوده و معمولاً پیش از پرداخت وام مسکن به کارمند پرداخت می‌شود و مبلغ آن نیز همانند وام ضروری بین ۱۲ تا ۲۰ میلیون تومان می‌باشد. وام جعاله نیز پس از پرداخت وام مسکن به کارمند پرداخت می‌شود تا در صورت صلاحدید منزل خود را بازسازی کند! مدت بازپرداخت تقریباً تمام وام‌های پرداختی به پرسنل بانک بیش از ۵ سال است و وام مسکن نیز بیش از ۲۰ سال در بانک‌ها مختلف در نظر گرفته می‌شود.»

### سال ۱۳۹۴
روزنامه ۷ صبح پیرامون وامهای کارمندان بانک در گزارشی می‌نویسد: «همه بانک‌ها، چه خصوصی و چه دولتی پس از استخدام کارمند جدید، بعد از مدت مشخصی وام‌های قابل توجهی به کارمندان خود پرداخت می‌کنند. در بانک‌های دولتی و چند بانک خصوصی معمولاً سه سال پس از استخدام، فرد می‌تواند وام مسکن خود را دریافت کند. این مدت زمان در برخی بانک‌های خصوصی همان سه سال و در برخی دیگر خیلی کمتر و حتی سه ماه است.
به صورت قانونی آنچه تعریف شده آن است که سقف وام خرید مسکن بانک‌های دولتی برای کارکنان این بانک‌ها ۱۸ میلیون تومان و در بانک‌های خصوصی نیز این رقم تا ۸۴ برابر حقوق و مزایا و حداکثر تا ۸۰ میلیون تومان است. براساس این دستور، رقم تسهیلات خرید مسکن برای کارکنان بانک کارآفرین تا ۸۴ برابر حقوق و مزایا و حداکثر ۷۰ میلیون تومان، کارکنان بانک ملت ۷۰ برابر حقوق و مزایا، حداقل ۳۰ و حداکثر ۵۰ میلیون تومان است. تسهیلات خرید مسکن کارکنان بانک صادرات ۷۰ برابر حقوق و مزایا، حداقل ۳۰ و حداکثر ۵۰ میلیون تومان، بانک تجارت نیز حداقل ۳۰ و حداکثر ۵۰ میلیون تومان و تسهیلات جعاله تعمیر مسکن نیز در بانک تجارت ۱۰ میلیون تومان است. در بانک سامان این تسهیلات تا سقف ۱۱۰ الی ۱۲۰ میلیون تعیین شده است. علاوه بر این تسهیلات، یک وام ضروری نیز در کلیه بانک‌ها به کارکنان ارائه می‌شد که معروف به «وام ضروری» است. این وام برخلاف وام خودرو مقدار معینی ندارد و بستگی به شایستگی‌ها و نیاز آن کارمندان دارد. دریافت این وام منوط به داشتن شرایطی مانند اقدام به ازدواج، بیماری خاص و … است. این وام حداکثر تا ۳۰ میلیون تومان پرداخت می‌شود که آن هم کارمزد بالایی ندارد و حدود هفت درصد است. اگر بخواهیم کل وام‌ها و تسهیلاتی که کارکنان بانک‌ها طی سال‌های خدمت خود دریافت می‌کنند را روی هم بگذاریم، حدود ۱۵۰ میلوین تومان می‌شود… «وقتی به استخدام بانک درمی آیی تا دو سال به صورت آزمایشی فعالیت می‌کنی که البته در این مدت مانند کارمند معمولی حقوق می‌گیری. بعد از دو سال که این فرد رسمی می‌شود، اولین وام تعاونی یا همان وام معروف ضروری را دریافت می‌کند.»
مبلغ این وام را در حال حاضر ۴۰ برابر ردیف اول فیش حقوقی کارمند تازه استخدام شده است این وام دو سال به دو سال تکرار می‌شود. با گذشته سه سال از استخدام، کارمند بانک می‌تواند وام مسکن خود را دریافت کند، این وام در بانک ما ۵۰ میلیون تومان است که علاوه بر آن یک وام جعاله نیز پرداخت می‌شود که آن هم ۱۶ میلیون تومان است.»

### سال ۱۳۹۵
حمید رسایی نایب‌رئیس کمیسیون اصل ۹۰ مجلس با انتقاد از بی‌توجهی بانک‌ها به پرداخت تسهیلات ۱۰ میلیونی ازدواج گفت: یک‌سوم منابع اختصاص داده شده برای وام به کارمندان بانک‌ها ارائه شده است.
همچنین خبرگزاری فارس نوشت: «خبرگزاری فارس گزارشی منتشر کرده که نشان می‌دهد ۷۷ درصد تسهیلات قرض الحسنه ۴ بانک در سال قبل به کارکنانشان اعطا شده است. این رقم در برخی از بانک‌ها بالای ۹۵ درصد بوده است؛ یعنی منابعی که مردم با نیات خیرخواهانه در حساب‌های قرض الحسنه قرار می‌دادند، صرف وام خرید خانه و خودروی کارمندان بانک‌ها شده است. پس از مطرح شدن طرح افزایش سقف وام ازدواج به ۱۰ میلیون تومان و مخالفت برخی از بانک‌ها، منتقدان از تخصیص بخش عمده ای از منابع قرض الحسنه به کارمندان بانک‌ها سخن گفتند. گفته‌ای که مورد تأیید مدیرکل اعتبارات بانک مرکزی هم قرار گرفت. مدیر اعتبارات بانک مرکزی گفته بود: «حجم کل تسهیلاتی که بانک‌ها در این قالب به کارکنان خود می‌دهند، حدود ۲۰ درصد منابع است که البته ما بارها به بانک‌ها تأکید کرده‌ایم که تسهیلات قرض‌الحسنه ویژه به کارکنان خود ندهند. البته طبق قانون بانک‌ها منعی برای این کار نداشته‌اند.» با این حال، بررسی صورت‌های مالی برخی از بانک‌ها نشان می‌دهد که این رقم بعضاً بسیار بالاتر از این اعداد است. گزارش خبرگزاری فارس که برمبنای صورت‌های ۴ بانک خصوصی صورت گرفته است، نشان می‌دهد، متوسط این رقم ۷۷ درصد است. از این چهار بانک خصوصی، سه بانک در سامانه پرداخت تسهیلات ازدواج هستند؛ بنابراین، مجموع تسهیلات قرض‌الحسنه پرداختی این ۴ بانک در سال گذشته ۴ هزار و ۲۴۶ میلیارد و ۸۱۴ میلیون ریال بوده که از این میزان ۳ هزار و ۲۹۷ میلیارد و ۶۳۲ میلیون ریال به کارکنان این چهار بانک پرداخت شده است که نشان می‌دهد ۷۷٫۶ درصد تسهیلات قرض‌الحسنه به کارکنان اختصاص یافته است. البته برای دستیابی به تحلیل بهتر لازم است که اطلاعات سایر بانک‌ها را نیز داشته باشیم. با این حال، وضعیت این بانک‌ها نشان از وضعیت وخیم «خودترجیحی» بانک‌ها در اعطای وام‌ها می‌دهد.»

### سال ۱۳۹۶
وبگاه نبض بورس دربارهٔ وام قرض الحسنه بانک پارسیان نوشت: «بررسی صورت‌های مالی سال ۱۳۹۶ نشان می‌دهد که از میزان ۱۸۷ میلیارد و ۴۰۸ میلیون و ۴۰۰ هزار تومان تسهیلات قرض الحسنه پرداختی توسط بانک پارسیان، مبلغ ۱۸۶ میلیارد و ۶۷۰ میلیون و ۸۰۰ هزار تومان یا ۹۹٫۶ درصد از کل تسهیلات قرض الحسنه پرداختی به کارمندان این بانک پرداخت شده است! تنها ۰٫۴ درصد از کل تسهیلات قرض الحسنه بانک پارسیان در سال ۱۳۹۶ به سایر افراد پرداخت شده است.»

### سال ۱۳۹۷
سایت نود اقتصادی در گزارشی بر اساس صوت مالی بانک ملت در سال ۱۳۹۷ نوشت: بررسی صورت مالی بانک ملت نشان می‌دهد این بانک در سال ۱۳۹۷ در مجموع نزدیک به ۱۴۶۱ میلیارد تومان وام قرض‌الحسنه به کارکنان خود داده است. قابل ذکر است این میزان وام قرض‌الحسنه به کارمندان بانک، معادل وام ازدواج ۱۵ میلیونی برای ۹۷ هزار نفر در سال ۱۳۹۷ است.
وبگاه تابناک نیز در همان سال طی گزارشی نوشت: «به تازگی صورت‌های مالی منتهی به ۳۱ شهریور ماه ۱۳۹۷ بانک انصار منتشر شده است. در بخش اطلاعات تسهیلات و تعهدات اشخاص مرتبط که به افشای تسهیلات پرداخت شده می‌پردازد، مشخص شده که برخی از اعضای هیئت مدیره این بانک، تسهیلاتی با شرایط خاص دریافت نموده‌اند. آیت الله ابراهیمی، نائب رئیس هیئت مدیره و مدیرعامل این بانک، بین سال‌های ۸۳ تا ۹۴ موفق به اخذ ۷ فقره تسهیلات از بانک انصار شده و مجموع مبلغ تسهیلات اخذ شده ۱۶۲ میلیون تومان است. در این سال‌ها کمترین مبلغ تسهیلات پرداخت شده به ابراهیمی ۷ میلیون تومان است که تاریخ تصویب این تسهیلات، ۱۸ بهمن ماه ۱۳۸۳ ذکر شده است و بیشترین مبلغ تسهیلات پرداختی نیز ۶۰ میلیون تومان است که تاریخ تصویب آن، نهم خرداد ۱۳۹۴ ذکر شده است. مدت بازپرداخت این تسهیلات متفاوت بوده و بین ۸۵ ماه (۷ سال و یک ماه) تا ۱۵۹ ماه (۱۳ سال و سه ماه) است. از این مدت بازپرداخت‌های طولانی که بگذریم، به نرخ سودهای بسیار پایین این تسهیلات می‌رسیم؛ نرخ سودهایی که یک یا چهار درصد می‌باشند. نکته جالب تر اینکه، سه فقره از ۷ فقره تسهیلات پرداخت شده به ابراهیمی که ۶۹ درصد (۱۱۲ میلیون تومان) از مجموع مبلغ تسهیلات پرداخت شده (۱۶۲ میلیون تومان) را پوشش می‌دهند، در عرض تقریباً چهار ماه (اسفند ماه ۱۳۹۳ تا خرداد ماه ۱۳۹۴) به وی پرداخت شده‌اند. نفر بعد که عضو هیئت مدیره بانک انصار است و به وی تسهیلات با شرایط خاص پرداخت شده، سیدعلیرضا سعیدی مدنی است. وی در مجموع بین سال‌های ۱۳۸۱ تا ۱۳۹۷ توانسته است ۱۰ فقره تسهیلات دریافت نماید که مجموع مبلغ این تسهیلات پرداخت شده بیش از ۲۱۵ میلیون تومان است؛ بیشترین و کمترین مبلغ تسهیلات پرداخت شده به وی به ترتیب ۷۲ میلیون تومان و ۵ میلیون تومان است. دوره بازپرداخت این تسهیلات نیز بین ۴۸ ماه (۴ سال) تا ۱۸۲ ماه (۱۵ سال و ۲ ماه) می‌باشد. همچنین نرخ سود این تسهیلات از یک درصد تا ۱۸ درصد متغیر است. نکته جالب تر اینکه دو نفر دیگر نیز در این فهرست تسهیلات بگیران به چشم می‌خورند که فامیلی‌های مشابهی با سعیدی مدنی دارند (سید مرتضی سعیدی مدنی و سیدمصطفی سعیدی مدنی) و احتمالاً دارای نسبت فامیلی با وی هستند. سیدمرتضی سعیدی مدنی طی ۴ فقره در مجموع ۴۹٫۹ میلیون تومان تسهیلات و سیدمصطفی سعیدی مدنی نیز طی یک فقره ۱۰ میلیون تومان تسهیلات دریافت نموده‌اند. نرخ سود و مدت بازپرداخت این تسهیلات به این دو نفر نیز در نوع خود جالب است که در تصویر زیر مشاهده می‌کنید. نفر سوم از اعضای هیئت مدیره بانک انصار که تسهیلات با شرایط خاص دریافت نموده است، یحیی فروتن می‌باشد. وی توانسته در ۱۲ فقره تسهیلات در مجموع تقریباً مبلغ ۲۰۰ میلیون تومان دریافت نماید. تاریخ تصویب این تسهیلات بین سال‌های ۱۳۸۴ تا ۱۳۹۷ متغیر است. نکته جالب تسهیلات پرداخت شده به یحیی فروتن این است که برخی تسهیلات با نرخ سود صفر درصد به وی پرداخت شده است. مدت بازپرداخت این تسهیلات نیز بین ۱۰ ماه تا ۱۸۲ ماه متغیر است. تصویر تسهیلات پرداخت شده به یحیی فروتن را در زیر می‌بینید. در پایان باید گفت، اینکه این تسهیلات پرداخت شده با این شرایط خاص حق اعضای هیئت مدیره بانک انصار بوده است یا خیر را نمی‌توان پاسخ داد اما می‌توان گفت، در شرایطی که بسیاری از مردم حتی قادر نیستند یک فقره تسهیلات با مبالغ کمتر دریافت نمایند پرداخت این گونه تسهیلات با این شرایط خاص به اعضای هیئت مدیره و حتی برخی بستگان نوعی بی عدالتی است.»
وبگاه «نبض بورس» دربارهٔ وام قرض الحسنه بانک پارسیان نوشت: «از میزان ۲۴۷ میلیارد و ۴۱۴ میلیون و ۶۰۰ هزار تومان تسهیلات اعطایی قرض الحسنه مبلغ ۲۴۶ میلیارد و ۸۹۱ میلیون و ۳۰۰ هزار تومان یا به عبارتی ۹۹٫۷ درصد از کل تسهیلات قرض الحسنه اعطایی به کارمندان این بانک پرداخت شده است و ما بقی مبلغ یعنی ۵۲۳ میلیون و ۳۰۰ هزار تومان نیز به سایر افراد اعطا شده است.»

### سال ۱۳۹۸
وبگاه «نود اقتصادی» نوشت: «بر اساس سندی که به دست خبرنگار «نود اقتصادی» رسیده است، بانکی به اعضای هیئت‌مدیره و برخی کارکنان خود رقم‌های قابل‌توجهی وام با نرخ سود ۱، ۲، ۷ و ۱۰ درصد داده است که زمان بازپرداخت این وام‌ها نیز عمدتاً شامل ۱۸۰ماه، ۲۰۰ ماه، ۲۶۰ ماه و ۲۸۸ ماه و … است. ظاهراً دریافت اینگونه وام‌های بانکی به یک عرف یا حتی قانون در نظام بانکی ایران تبدیل شده است.»

### سال ۱۳۹۹
در گزارشی پیرامون میزان وامهای پرداختی هب کارکنان در شال ۱۳۹۹ که مصادف با شروع کشتار و همه‌گیری کرونا بود آمده است: «در بررسی سرفصل تسهیلات اعطایی بانک‌ها و با تفکیک دریافت کنندگان وام به اشخاص حقیقی، حقوقی و کارکنان، مجموع حجم وام اهدایی بانک‌ها به کارکنان خود درمجموع ۲۰ بانک مورد بررسی – به‌جز بانک ملی که تسهیلات کارکنان را در صورت‌های مالی سال ۱۳۹۹ ارائه نکرده- بالغ بر ۶۷ هزار میلیارد تومان بوده است. از این مبلغ بانک تجارت با ۱۷ هزار میلیارد تومان و سهم ۲۵ درصدی در رتبه اول، بانک ملت با ۱۵ هزار میلیارد تومان و سهم نزدیک به ۲۲ درصدی در رتبه دوم قرار دارد. در ادامه این فهرست نیز بانک‌های رفاه با تسهیلات ۱۲ هزار میلیارد تومانی و سهم ۱۷ درصدی، بانک کشاورزی با هشت‌هزارمیلیارد تومان و سهم نزدیک به ۱۲ درصدی و بانک مسکن با پنج‌هزار میلیارد تومان و سهم ۷٫۵ درصدی در رتبه‌های بعدی قرار دارند. در بررسی متوسط وام‌های اعطایی به کارکنان، بانک‌های خصوصی‌شده رتبه‌های اول تا چهارم را از آن خود کرده‌اند. این مقدار که از تقسیم کل وام پرداختی بانک به کارکنان خود و با فرض استحقاق و تساوی آن به تمام کارکنان بانک محاسبه می‌شود، نشان می‌دهد بانک رفاه به عنوان بانکی که بازوی مالی سازمان تأمین اجتماعی و حافظ منابع بازنشستگان و بیمه پردازان است، با متوسط پرداختی یک‌میلیارد و ۱۸۰ میلیون تومانی به کارکنان خود در رتبه اول قرار دارد. در رتبه دوم بانک تجارت نیز با متوسط وام پرداختی یک‌میلیارد و ۹۳ میلیون تومانی در رتبه دوم قرار دارد. بعد از بانک تجارت نیز بانک توسعه تعاون با متوسط وام پرداختی ۶۲۰ میلیون تومان، بانک ملت با ۶۱۹ میلیون تومان، بانک سینا با ۴۸۶ میلیون تومان و بانک پاسارگاد با متوسط تسهیلات اعطایی ۴۲۵ میلیارد تومان به کارکنان خود قرار دارند. متوسط وام پرداختی مجموع بانک‌ها نیز ۴۰۸ میلیارد تومان است و نشان می‌دهد متوسط وام پرداختی ۶ بانک بیش از متوسط مجموع بانک‌ها بوده است. بانک‌هایی نیز که وام‌های بیش از ۲۰۰ میلیون تومانی به کارکنان خود پرداخته‌اند بانک‌های کشاورزی، مسکن، شهر، آینده، سامان، ایران‌زمین، کارآفرین و سرمایه بودند. کمترین مقدار وام نیز متعلق به بانک گردشگری بوده که متوسط ۱۴۸ میلیون تومانی را برای ۱۴۰۱ کارمند آن می‌توان درنظر گرفت.»

### سال ۱۴۰۰
خبرگزاری تسنیم از پرداخت وام ۱۵۰ میلیون تومانی در یکی از بانک‌های کشور به شرخ زیر به پرسنل آ «بانک خبر داد: «موضوع تسهیلات اعطایی به کارکنان شاغل آنهم با ارقامی مثل ۱۵۰میلیون تومان، با ضمانت یکی از همکاران متقاضی و سود سالیانه۱۸درصد خبر ساز شده است. بر این اساس در بخشنامه اواخر اسفند ماه یکی از بانکهای دولتی آمده است، به منظور رفع نیازها و دغدغه‌های اصلی و ایجاد انگیزه در راستای پیشبرد اهداف بانک به موجب بند یک مصوبه شصت و نهمین جلسه مورخ ۱۴۰۰/۱۲/۱۷ هیئت عامل محترم بانک با پرداخت تسهیلات موافقت به عمل آمد.
تسهیلات مرابحه کارکنان شاغل:
۱ - تسهیلات مرابحه به مبلغ یک میلیارد و پانصد میلیون ریال با نرخ ۱۸٪ و با بازپرداخت ۱۲ دوره ۳۰ ماهه (حداکثر تا سن ۷۰ سالگی همکار) به روش پلکانی و در قالب عقد مرابحه قابل پرداخت می‌باشد.»

### سال ۱۴۰۱
روزنامه فرهیختگان بر اساس صورت مالی بانک‌های کشور به بررسی وامهای پرداختی به کارکنان بانک‌ها پرداخته و نوشته است که در آن سال کارمندان بانک‌ها به‌طور متوسط ۴۰۸ میلیون تومان وام گرفته‌اند. در ان سال بجز بانک ملی که اطلاعات خود را منتشر نکرده است سایر بانک‌ها ۶۷ هزار میلیارد تومان به کارکنان خود وام داده‌اند.

## اخاذی بانک‌ها از شرکت‌ها
وبگاه بولتن نیوز با انتشار اسنادی در سال ۱۳۹۸ نوشت: «شرکتی مثل کرمان خودرو پس از اینکه از بانک ملی وام می‌گیرد در عوض این وام به تعدادی از مدیران این بانک خودروهای سانتافه با اقساط بلند مدت و وام ۴ درصد سالیانه تخصیص می‌دهد. نکته جالب دیگر در این تخصیص این است که در یکی از موارد برابر سندی که به بولتن نیوز رسیده، واحد حسابداری خرید خارجی، تسهیلات و اعتبارات کرمان موتور از رئیس حسابداری کرمان موتور طی مکاتباتی درخواست کرده که آقای ش. مدیرکل ت. بانک ملی درخواست یک دستگاه خودرو سانتافه مدل ۲۰۱۴ با شرایط ۱۰۰ میلیون نقدی، الباقی اقساط مساوی ماهانه با نرخ بهره ۴٪ سالیانه به مدت اقساط ۳۶ ماه را دارد و ضمناً نامبرده درخواست نموده‌اند که خودرو به نام دخترشان ثبت نام گردد. در نهایت با این درخواست به صورت ۳۰ ماهه و ۱۰۰ میلیون نقد و ۴٪ سالیانه موافقت شده و در یکی از پانویسها مرقوم شده که که آقای ش. معاون آقای حسین‌زاده مدیرعامل بانک ملی است که از سوی آقای م. معاونت ا. بانک ملی معرفی شده‌اند لذا دستور فرمایند سانتافه با شرایط فوق‌الذکر تحویل ایشان شود.»

## وام کارکنان بانک مرکزی
بانک مرکزی تا کنون آمار وامهای کارمندان خود را انتشار نداده است اما حمید رسایی در سال ۱۴۰۲ در کانال خود نوشت: «مکرّرا از رفتار مخرّب بانکها گلایه کردیم و چشم انتظار برخورد بانک مرکزی با آنها بودیم. اکنون می‌بینیم که آب از سرچشمه گل‌آلود است. مطابق با آمارها (و با فرض حدود ۸۰۰۰ نفر کارمند و بازنشسته در بانک مرکزی)، کارمندان بانک مرکزی به طور متوسط تا آبان ۱۴۰۲ در حدود ۲ میلیارد تومان وام گرفته‌اند. بدیهی است برخی کارکنان کم‌سابقه، رقمی کمتر و برخی کارکنان پرسابقه، رقمی بیشتر گرفته باشند. آن وقت دیگران فقط گلایه می‌کنند که چرا سایر بانکها به کارکنان خود مثلا به طور متوسط یک میلیارد تومان وام داده‌اند. وقتی مقام ناظر (یعنی بانک مرکزی) اینطور رفتار می‌کند، سایر بانکها هم همین خبط و خطا را از بانک مرکزی الگو می‌گیرند: اَلنّاسُ بِاُمَرائِهِمْ اَشْبَهُ مِنْهُمْ بِآبائِهِمْ
زمانی که می‌خواهند برای خودشان پول چاپ کنند، نه تنها تورم زا نیست، بلکه ویتامین اقتصاد است، اما وقتی پای بهره‌مندی مردم به میان می‌آید (مثلا ۴۰۰ میلیون وام مسکن مردم عادی)، کلی صغری کبری می‌بافند که تورم زاست.»
در سال ۱۳۹۵ با اصرا رولی الله سیف کارکنان بانک مرکزی از بخشنامه ساماندهی تسهیلات اعطایی به کارکان بانک‌ها حذف شدند و نرخ تنسهیلات نیز پایین آمد. یک خبرگزاری دربارهٔ این اقدام عجیب نوشت: «ر خلاف آنکه در ابتدا این بخشنامه شامل بانک مرکزی نیز می‌شده، اما پس از امضای اعضای کمیته، به شکل عجیبی «بانک مرکزی» از این بخشنامه قلم گرفته شده و جالب تر اینکه سازمان مدیریت همین بخشنامه مخدوش را برای همه بانک‌ها ابلاغ کرده است! بررسی‌های خبرنگار مهر نشان می‌دهد پس از توافق اولیه کمیته مذکور، با اصرار ولی‌الله سیف رئیس کل بانک مرکزی، مجموعه بانک مرکزی به اجبار از ذیل این دستورالعمل حذف شده و سیف حاضر نشده است کارکنانش همانند کارکنان سایر بانک‌ها مشمول این بخشنامه شوند و به بیان دقیق تر؛ با این عمل بار دیگر یک بخشنامه با استثناء تبعیض آمیز ابلاغ شده است. نکته آنکه؛ علاوه بر این، نرخ سود تسهیلات نیز با اصرار سیف کاهش یافته است، کاهشی که در صورت تداوم، تفاوت چندانی با گذشته نخواهد داشت. حال این سؤال مطرح است که اگر قرار است تسهیلات رفاهی پرداختی به کارکنان نظام بانکی با مصوبه دولت ساماندهی شود کارکنان بانک مرکزی چه مزیت و تفاوتی دارند که باید مستثنی شوند؟»

## حقوق کارمندان بانک‌ها
تسهیلات کم بهره پرداختی به کارکنان بانک‌ها در حالی است که این کارمندان از بالاترین میزان حقوق در میان کارکنان بر خوردارند بر اساس بررسی دیوان محاسبات کشور در سال ۱۴۰۰ و همزمان با اوج همه‌گیری کرونا در ایران و جهان ۹ بانک دولتی متوسط حقوق کارکنان شان بیش از ۱۶ میلیون تومان در ماه خواهد بود. در همان سال حداقل حقوق وزارت کار حدود ۲٫۷ میلیون تومان بوده است. بانک‌های دولتی بیش از ۱۱۱ هزار پرسنل دارند که ۲۹ درصد کل کارکنان شرکت‌های دولتی را تشکیل می‌دهند.

## آیین‌نامه پرداخت تسهیلات به کارکنان موسسات اعتباری
در سال ۱۴۰۲ بر اساس قانون بودجه سال؛ بانک مرکزی موظف به تدوین آیین‌نامه پرداخت تسهیلات به کارمنان بانک‌ها که این کار را با تأخیر و ایرادات انجام داد. عای خضریان از نمایندگان مجلس در انتقاد از بانک مرکزی گفته بود: «متأسفانه در حال حاضر شاهدیم که پس از یک تأخیر و ترک فعل قریب به دوماهه از سوی بانک مرکزی، آیین‌نامه تهیه شده نه تنها قدمی برای اصلاح ایرادات و تبعیض برنداشته است، بلکه مبلغ تسهیلات دریافتی توسط کارکنان بانک‌ها را افزایش داده است. بر اساس این آیین‌نامه، سقف مانده تسهیلات تا سقف ۴۰ برابر ۷ برابر حداقل حقوق تعیین شده است و براساس حداقل حقوق دو میلیون و ۹۶۸ هزار تومان، از حاصلضرب این ارقام، پرداخت تسهیلات به کارکنان بانک‌ها تا سقف ۸۳۰ میلیون تومان مجاز شمرده شده است. ضمن اینکه تسهیلات خرید مسکن و جعاله نیز از این تسهیلات مستثنی شده و ۵۵۰ میلیون تومان علاوه بر ۸۳۰ میلیون تومان را شامل می‌شود. اینها در حالی است که تاکنون دقیقاً همین قاعده تبعیض آمیز برای بانک‌های دولتی و نیمه دولتی حکم فرما بود که با این آیین‌نامه این قاعده برای بانک‌های خصوصی نیز تسری پیدا می‌کند. یکی از نکات مهم و تقویت کننده تبعیض و بی‌عدالتی در آیین‌نامه ابلاغی بانک مرکزی این است که تا پیش از این بانک‌ها برای اصل مبلغ پرداختی تسهیلات سقف تعیین کرده بودند اما براساس آیین‌نامه جدید، برای مانده تسهیلات سقف گذاشته شده است و این به این معنا است که در واقع محدودیتی در زمینه میزان پرداختی برای کارکنان بانک‌ها وجود ندارد و کارکنان بانک‌ها به دفعات می‌توانند از این تسهیلات بهره‌مند شوند و پس از بازپرداخت آن مجدداً دریافت کنند و این سقف ۸۳۰ میلیون تومانی نیز با توجه به افزایش سال به سال حداقل حقوق افزایش پیدا می‌کند.
در این آیین‌نامه آمده است که هر کارمند در هر سال می‌تواند یکبار درخواست این وام را بدهد، بنابراین با توجه به اینکه با بازگرداندن تسهیلات، ظرفیت برای دریافت مجدد وام ایجاد می‌شود و خود سقف تسهیلات نیز سالانه افزایش پیدا می‌کند. کارکنان بانک‌ها همه ساله امکان دریافت وام جدید برایشان ایجاد می‌شود و این ادعا که کل تسهیلاتی که یک کارمند از شبکه بانکی می‌گیرد برابر این سقف است، برخلاف واقعیت است.»
در شهریور ۱۴۰۳ و پس از انتشار آمار تسهیلات پرداختی به کارکنان بانک‌ها معاون اداره نظارت احتیاطی کلان بانک مرکزی گفت که: «بانک مرکزی اقلام مورد محاسبه سقف تسهیلات پرداختی به کارمندان را به روزرسانی کرده و نسخه جدید آیین‌نامه تسهیلات پرداختی به کارمندان بانک تا دو هفته دیگر منتشر می‌شود.»

## پاداشهای گسترده مناسبتی کارمندان بانکها
بر اساس سندی که در فضای مجازی منتشر شده است و به پیشنهاد «کمیسیون هماهنگی ادارات سرمایه انسانی بانک‌ها» در سربرگ بانک ملی؛ پیشنهاد شده است که بانک‌ها بیش از ۳۰ نوع پرداختی مناسبتی (اعیاد ملی و مذهبی؛ سالگرد تاسیس بانک، پایان سال، تحصیلات فرزندان و …) دریافت کنند. بعنوان بخشی از این پرداخت‌ها پیشنهاد شده است که در مناسبت‌های تقویمی بانکها به کارمندان خود «بیش از ۱۵۵۰ ساعت اضافه کاری و ۶۷ روز کاری حقوق و مزایای به دلیل مناسبت‌های تقویمی» پرداخت نمایند.